# Strawberry Fields (film, 1997)

Strawberry Fields est un long métrage indépendant de 1997 réalisé par la cinéaste américano-japonaise Rea Tajiri, co-écrit par Tajiri et l'auteure canado-japonaise Kerri Sakamoto.

## Synopsis
L'histoire du film se déroule à Chicago dans les années 1970. Irene Kawai, une adolescente américaine d'origine japonaise, est hantée par une photo de son grand-père qu'elle n'a jamais connu : ce dernier y figure debout près d'une caserne dans un camp d'internement de la Seconde Guerre mondiale pour les Américains d'origine japonaise. Poussée par les visites du fantôme de Terri, sa petite sœur décédée, Irene voyage avec son petit ami Luke en voiture jusqu'en Arizona, là où se trouvait autrefois le Poston War Relocation Center et où la photo de son grand-père a été prise.

## Fiche technique
Sauf indication contraire ou complémentaire, les informations mentionnées dans cette section peuvent être confirmées par la base de données IMDb.
- Réalisation : Rea Tajiri
- Scénario : Rea Tajiri et Kerri Sakamoto
- Musique : Bundy Brown et Sooyoung Park
- Photographie : Zachary Winestine
- Montage : Steve Hamilton et James Lyons
- Production : Rea Tajiri, Jason Kliot et Hank Blumenthal
- Pays d'origine :  États-Unis
- Langue originale : anglais
- Durée : 90 minutes

## Distribution
- Suzy Nakamura : Irene Kawai
- James Sie : Luke
- Heather Yoshimura : Terri
- Marilyn Tokuda : Alice
- Reiko Mathieu : Aura
- Chris Tashima : Mark
- Takayo Fischer : Takayo
- Peter Yoshida : Bill

## Production
Le tournage de Strawberry Fields s'est déroulé à Chicago, dans l'Illinois et en Californie. Il a reçu un financement de CPB, NEA et ITVS, et a été achevé en 1997

## Sortie
Le film est présenté en avant-première au Festival international du film asiatique américain de San Francisco et sélectionné en sélection officielle au Festival du film de Venise. Il a également été projeté au Los Angeles Film Festival et a remporté le Grand Prix au Fukuoka Asian Film Festival. Il est édité en 2000 en VHS et DVD chez Vanguard Cinema.